# Tian Mu

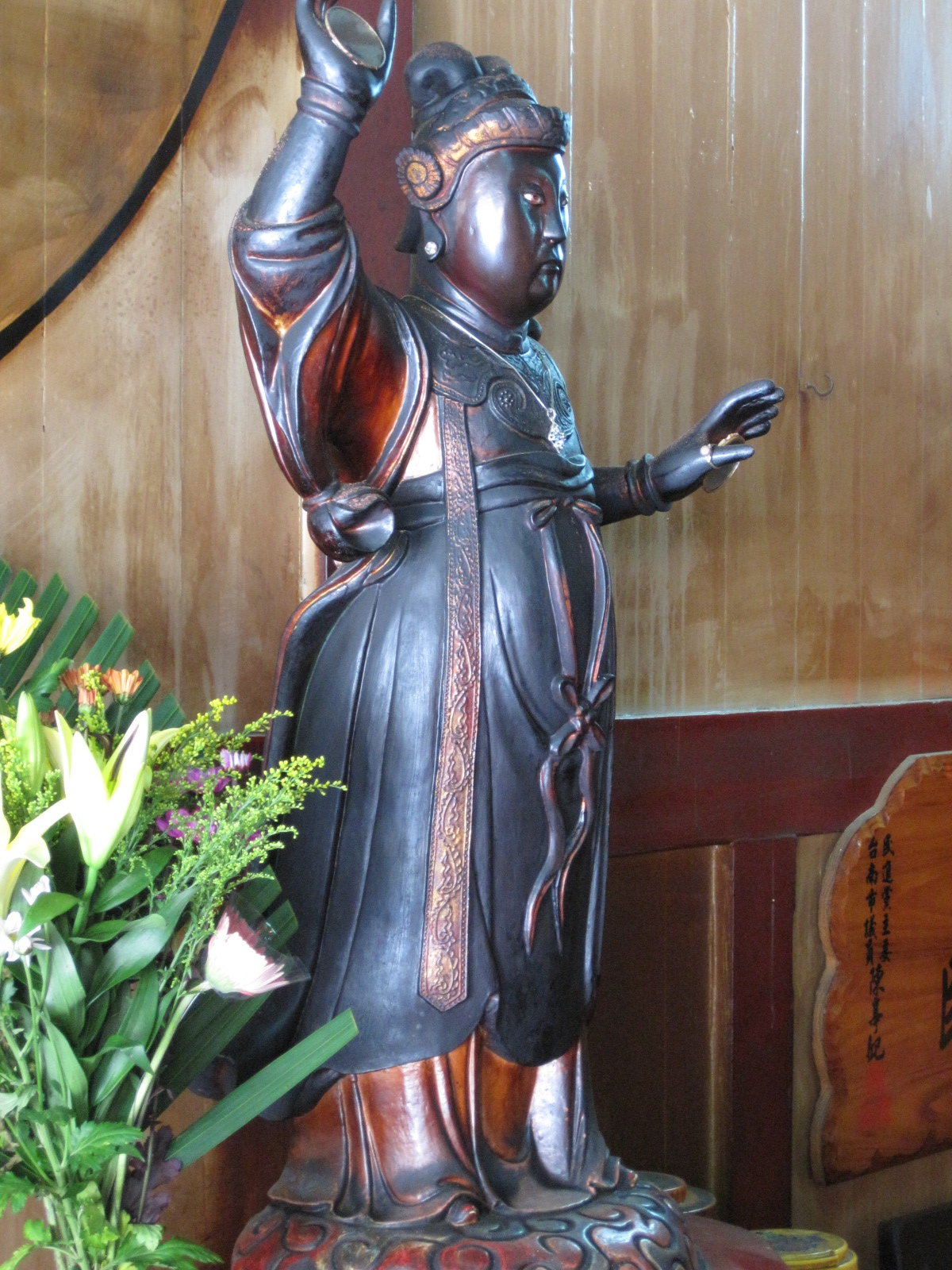

Tian Mu är blixtens gudinna i kinesisk mytologi. Hon skapar blixten med hjälp av speglar. Hon är gift med åskguden Lei Kung.